# Sendangadi
Sendangadi is een bestuurslaag in het regentschap Sleman van de provincie Jogjakarta, Indonesië. Sendangadi telt 17.534 inwoners (volkstelling 2010).